# St. Georgen-Erbstolln
Der St. Georgen-Erbstolln, auch Gesellschafts-Erbstollen, ist ein ehemaliger Erbstollen im Bochumer Stadtteil Stiepel, Ortsteil Haar. Der Stollen war auch unter den Namen St Georg-Erbstolln und St. Georg Nr. 4 bekannt. Das Stollenmundloch befand sich nördlich der Koster Brücke an der Rauendahlstraße.

## Geschichte

### Die Anfänge
Am 1. Juni des Jahres 1766 wurde die Mutung eingelegt, am 9. Juni desselben Jahres wurde dann Erbstollenmutung für den Stollen eingelegt. Am 25. Mai des darauffolgenden Jahres wurde die Erbstollengerechtigkeit verliehen. Im selben Jahr wurde der Stollen mit den Bergwerken St. Theodor und Haarmannsbank Nr. 2 vereinigt. Im Jahr 1774 wurde der Stollen angesetzt. Anschließend wurde der Erbstollen querschlägig in nördlicher Richtung aufgefahren. Der Stollen sollte auf eine Länge von 1500 Metern aufgefahren werden. Der Zweck des Erbstollens war die Lösung der tieferen Lagerstättenvorräte der Zechen Haarmannsbank, Ignatius, Papenbank, Preußischer Zepter, Krockhausbank, Treue, Sternberg, Frischgewagt, Friederich und St. Theodor. Im Stollen wurde auch in geringem Umfang Kohle gefördert. Im Jahr 1775 wurde die Auffahrung des Stollens bei einer Länge von 170 Metern eingestellt. Grund für diese Maßnahme waren die zu hohen Kosten, die durch die geringen Kohlenvorräte nicht gedeckt wurden. Im Jahr 1778 nahm man den Stollen wieder in Betrieb.

### Die weiteren Jahre
Im Jahr 1780 wurde am Ende der heutigen Straßen Am Bliestollen und Fahrstraße der St. Georgen-Oberstollen angesetzt. Der Stollen befand sich 1150 Meter nördlich des alten aufgegebenen St. Georgen-Erbstolln und wurde 16 Meter höher angesetzt. Die Gesamtlänge dieses Stollens betrug 250 Meter. Im Jahr 1789 war der Oberstollen in einem sehr schlechten Zustand. Aus diesem Grund wurde der Abbau eingestellt und etwa 30 bis 40 Meter nördlich des Oberstollens ein neuer Stollen angesetzt. Dieser Stollen wurde im Flöz Haarmannsbank Nr. 2 aufgefahren. Im Jahr 1820 waren der St. Georgen-Stollen und St. Georgen-Oberstollen aufgegeben und verbrochen. Am 13. Dezember des Jahres 1825 wurde der St. Georgen-Erbstolln zum Carl Friedrich's-Erbstollen vereinigt.